# Tmesisternus octopunctatus
Tmesisternus octopunctatus är en skalbaggsart som beskrevs av Gilmour 1949. Tmesisternus octopunctatus ingår i släktet Tmesisternus och familjen långhorningar.
Artens utbredningsområde är Irian Jaya. Inga underarter finns listade i Catalogue of Life.